# Мегупані Тауншип (округ Вайомінг, Пенсільванія)
Мегупані Тауншип (англ. Mehoopany Township) — селище (англ. township) в США, в окрузі Вайомінг штату Пенсільванія. Населення — 899 осіб (2020).

## Демографія
Згідно з переписом 2010 року, у селищі мешкали 892 особи в 335 домогосподарствах у складі 252 родин. Було 406 помешкань
Расовий склад населення:
| - 96,4 % — білих - 1,0 % — чорних або афроамериканців - 0,8 % — корінних американців - 0,2 % — азіатів |

До двох чи більше рас належало 1,3 %. Частка іспаномовних становила 2,4 % від усіх жителів.
За віковим діапазоном населення розподілялося таким чином: 24,8 % — особи молодші 18 років, 61,2 % — особи у віці 18—64 років, 14,0 % — особи у віці 65 років та старші. Медіана віку мешканця становила 40,1 року. На 100 осіб жіночої статі у селищі припадало 100,0 чоловіків;  на 100 жінок у віці від 18 років та старших — 95,1 чоловіків також старших 18 років.
Середній дохід на одне домашнє господарство  становив 69 638 доларів США (медіана — 51 855), а середній дохід на одну сім'ю — 78 483 долари (медіана — 58 636). Медіана доходів становила 51 176 доларів для чоловіків та 26 438 доларів для жінок. За межею бідності перебувало 6,5 % осіб, у тому числі 2,8 % дітей у віці до 18 років та 1,5 % осіб у віці 65 років та старших.
Цивільне працевлаштоване населення становило 409 осіб. Основні галузі зайнятості: виробництво — 22,5 %, освіта, охорона здоров'я та соціальна допомога — 13,9 %, будівництво — 12,7 %, науковці, спеціалісти, менеджери — 12,0 %.